# 广东蛇葡萄
广东蛇葡萄，又稱粵蛇葡萄、赤枝山葡萄、牛牽絲、紅血龍、田浦茶等。學名為，屬鼠李目葡萄科蛇葡萄屬。
全株可入藥（清熱解毒），稱為無莿根。